# Ra Glai
I Ra Glai sono un gruppo etnico del Vietnam la cui popolazione è stimata in circa 3000 individui (2002).
I Ra Glai sono presenti essenzialmente nella provincia di Ninh Thuan, sulle coste nord-occidentali di Phan Rang. I nomi alternativi per questa etnia sono: Roglai e Cacgia. La religione predominante è l'animismo e il culto degli antenati.

## Lingua
I Ra Glai parlano una propria lingua, la lingua Roglai, del ceppo delle lingue maleo-polinesiache.